# Gymnochanda
Gymnochanda is een geslacht van straalvinnige vissen uit de familie van Aziatische glasbaarzen (Ambassidae). Het geslacht is voor het eerst wetenschappelijk beschreven in 1955 door Fraser-Brunner.

## Soorten
- Gymnochanda filamentosa Boeseman, 1957
- Gymnochanda flamea Roberts, 1994
- Gymnochanda limi Kottelat, 1995
- Gymnochanda verae Tan & Lim, 2011